# Levan Shengelia
Levan Shengelia, né le 27 octobre 1995 à Samtredia, est un footballeur international géorgien, qui joue au poste d'ailier à l'OFI Crète.

## Biographie

### En club
Le 12 août 2015, en provenance du Kolkheti Poti, Shengelia s'engage avec l'AFC Tubize en deuxième division belge.
Il est prêté pour l'année 2017 au Daejeon Hana Citizen. Il dispute 28 matchs et inscrit 5 buts en deuxième division sud-coréenne.
En 2018, trois ans après son arrivée au club, il quitte définitivement l'AFC Tubize. Il fait alors son retour en Géorgie signant un contrat d'un an avec le Dinamo Tbilissi le 15 août 2018. Lors de la deuxième partie de l'année 2018, il marque 5 buts en 16 apparitions. En avril 2019, Shengelia est élu meilleur joueur de la première partie du championnat.
Le 2 septembre 2019, il s'engage en faveur du Konyaspor pour deux années plus une en option.
Le 11 août 2021, il fait son retour en Belgique en s'engageant en faveur de l'OH Louvain pour deux saisons.
En 2022, il rejoint le club du Panetolikós FC en Grèce.

### En sélection
Il fait ses débuts en équipe de Géorgie le 12 octobre 2019 contre la république d'Irlande en qualifications à l'Euro 2020. Pour son deuxième match face à Gibraltar trois jours plus tard, il donne deux passes décisives permettant la victoire de son équipe 3 à 2.
Le 15 octobre 2023, il marque son premier but au cours d'une victoire 4-0 contre Chypre. En demi-finales de barrages de qualifications à l'Euro 2024, il distille une passe décisive sur le deuxième but des siens face au Luxembourg. Il est à nouveau titularisé lors de la finale remportée contre la Grèce, qui permet la qualification de la Géorgie au Championnat d'Europe de son histoire.
Le 22 mai 2024, il fait partie de la liste des 26 joueurs convoqués par Willy Sagnol pour disputer l'Euro 2024.

## Palmarès
- Dinamo Tbilissi
  - Vainqueur du Championnat de Géorgie en 2019